# NGC 5851
NGC 5851 је спирална галаксија у сазвежђу Волар која се налази на NGC листи објеката дубоког неба.
Деклинација објекта је + 12° 51' 29" а ректасцензија 15h 6m 53,3s. Привидна величина (магнитуда) објекта NGC 5851 износи 14,3 а фотографска магнитуда 15,0. NGC 5851 је још познат и под ознакама UGC 9714, MCG 2-38-44, CGCG 77-8, PGC 53965.